# Pseudobosquetina semireticulata
Pseudobosquetina semireticulata is een mosselkreeftjessoort uit de familie van de Trachyleberididae. De wetenschappelijke naam van de soort is voor het eerst geldig gepubliceerd in 2006 door Jellinek, Swanson & Mazzini.